# Elecciones parlamentarias de Armenia de 2018
Se celebraron elecciones parlamentarias anticipadas en Armenia el 9 de diciembre de 2018. ya que ninguno de los partidos de la Asamblea Nacional pudo presentar y luego elegir un candidato a primer ministro en el período de dos semanas que siguió a la renuncia del primer ministro en funciones Nikol Pashinían el 16 de octubre.  Cabe destacar que son las primeras elecciones desde la revolución armenia de 2018.
El resultado fue una victoria aplastante para la Alianza Mis Pasos de Pashinían, que recibió el 70% de los votos y ganó 88 de los 132 escaños de la Asamblea Nacional.

## Sistema electoral
Los 101 miembros de la Asamblea Nacional son elegidos por representación proporcional por listas de partido. Los asientos se asignan utilizando el método D' Hondt con un umbral de elección del 5 % para partidos y del 7% para alianzas multipartidistas.